# Libnotes hebridensis
Libnotes hebridensis är en tvåvingeart som beskrevs av Edwards 1927. Libnotes hebridensis ingår i släktet Libnotes och familjen småharkrankar.
Artens utbredningsområde är Vanuatu. Inga underarter finns listade i Catalogue of Life.